# أحمد بن عيسى العجلي
أبو جعفر أحمد بن عيسى العجلي الكوفي المُلقَب بابن أبي موسى كَانَ عَطاراً ومُحدِثاً مِن رواة الحديث النبوي، وِلد وعَاش ومَات ودُفِن في الكوفة أبان العصر العباسي، وَهو مِن أصحاب الطبقة الثالثة عشر وَرتبته مجهول الحال.

## شيوخه
- هناد بن السرى بن مصعب بن أبي بكر بن شبر بن صعفوق بن عمرو بن حاجب بن زرارة بن عدس الحنظلي الدارمي التميمي.

## تلاميذه
- أبو إسحاق إبراهيم بن أحمد بن إبراهيم بن عبد الله البغدادي.